# Chiesa di Santa Maria la Nova (Palermo)
La chiesa di Santa Maria la Nova è un edificio di culto situato nel centro storico di Palermo. È ubicata in piazza San Giacomo La Marina, a metà strada tra la Vucciria e il porticciolo della Cala.

## Storia
- 1339, Fondazione del primitivo luogo di culto.[2] Nelle aree adiacenti furono realizzati un piccolo ospedale e un oratorio, voluti dalla nobile e ricca famiglia De Cesario - Pagano, per assistere i pellegrini portatori di malattie.
- 1534, Posa della prima pietra dell'attuale edificio. La denominazione di Santa Maria La Nova deriva dall'antico edificio di culto parimenti intitolato a Maria sui cui resti sorse il "nuovo" tempio. L'opera fu definita soltanto nel 1582.
- 1568, Realizzazione della tribuna ottagonale con relativa cupola progettati da Giorgio Di Faccio.
- 1582, Sopra il loggiato è realizzato un nuovo oratorio. La parte superiore del prospetto in stile gotico fu realizzato nell'Ottocento.
- 1585, Istituzione della «Deputazione per la redenzione dei Cattivi», associazione di confrati incaricata di raccogliere elemosine e donazioni dei fedeli per riscattare gli schiavi cristiani presi prigionieri (in latino captivi) dai Turchi.[3]
- XVIII secolo, Nelle navate, tribuna e abside è realizzata la decorazione a stucco attribuita a Procopio Serpotta.
- XX secolo, Gli stucchi barocchi che ornavano l'intera tribuna, per scelta architettonica, sono stati totalmente asportati nel corso di uno dei numerosi restauri.

Sulla piazza fino al 1860 sorgeva la trecentesca Chiesa di San Giacomo la Marina demolita in seguito ai danni causati dai bombardamenti borbonici per i moti palermitani della Rivolta della Gancia e dell'Insurrezione di Palermo del 1860.

## Architettura
- Esterno: la facciata rivolta a occidente è preceduta da un portico di stile gotico - catalano. Tre arcate a sesto ribassato e piccole arcate cieche che decorano i pilastri angolari, su un capitello cinquecentesco del portico è scolpita una Vergine con Bambino. Sulla cornice della trabeazione del portale principale è collocato un medaglione in stucco con la stella a otto punte, simbolo mariano. Caratteristiche le nervature e i costoloni delle volte a crociera del portico. L'insieme dei particolari rendono somigliante il complesso alla chiesa di Santa Maria della Catena.[4] La parte superiore del prospetto è decorata in stile neogotico nella prima metà del XIX secolo. L'interno, a tre navate, con cupola e tribuna ottagonali.[4][5]
- Interno: la controfacciata presenta un arioso portale con frontone spezzato, nella nicchia all'interno del timpano è collocata la statua in stucco di sant'Alessio[Quale?] protettore di viaggiatori e pellegrini.[4] Il soffitto era decorato con ottantacinque pannelli, opere di Antonello da Palermo realizzate nel 1511 e rimosse all'atto del rinnovamento degli interni.[6] Il pavimento con stelle ad otto punte, che rimandano simbolicamente alla Vergine, è opera dell'architetto Francesco Paolo Palazzotto realizzata nel 1905.

## Tribuna

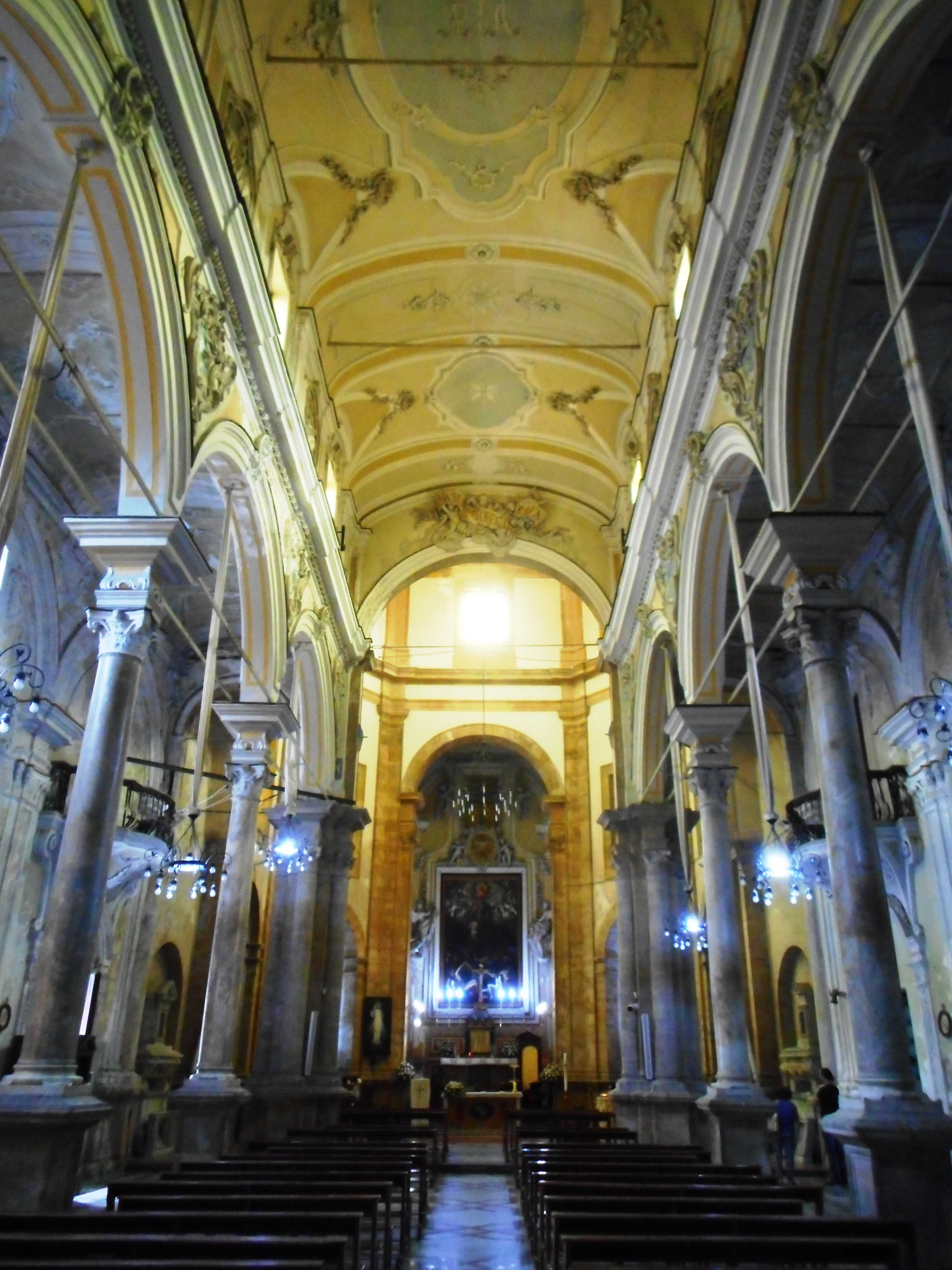
Navata centrale

Sull'altare maggiore, a lati della pala incastonata nella parete dell'abside, due serafini. La cornice è sormontata da putti e tondo con raggiera e Colomba raffigurante lo Spirito Santo, le decorazioni in stucco sono opera di Procopio Serpotta. Al centro è collocato il quadro raffigurante Santa Maria sotto il titolo della «Concezione», tela di Pietro d'Albino del 1623.
- Emiciclo destro:
  - Prima nicchia: Cappella della Vergine. L'altare ospita un dipinto su tavola raffigurante Maria Vergine.[8]
  - Seconda nicchia: Cappella del Crocifisso. Sull'altare è custodito il dipinto Ritrovamento della Croce di Giulio Mosca databile 1592 - 1595. Sepolture patrocinate dalla famiglia dei baroni Estremola.
- Emiciclo sinistro:
  - Prima nicchia: Cappella della Deposizione. L'altare ospita il dipinto della Deposizione di Cristo XVIII secolo di autore ignoto.
  - Seconda nicchia: Cappella di Santa Caterina. Sull'altare campeggia il dipinto su tavola raffigurante il Martirio di Santa Caterina d'Alessandria di Giovanni Paolo Fondulli del 1584.[7]

Nella stesura della guida della città del 1816, Gaspare Palermo documentava fra le cinque cappelle presenti nella tribuna, una cappella dedicata a Sant'Elena Imperatrice e San Costantino Imperatore collocata a destra, per le vicende sulle reliquie verosimilmente identificabile con la cappella che custodisce il dipinto del Ritrovamento della Croce. Una cappella dedicata a San Biagio con dipinto d'autore ignoto ubicata a sinistra.

## Navata destra
- Prima campata: Cappella dell'Angelo Custode. Sull'altare è custodito un dipinto raffigurante l'Angelo Custode del XVIII secolo.
- Seconda campata: Cappella di Santa Maria La Nova. XVIII secolo. Sull'altare è collocato un dipinto di Madonna e Santi di Antonio Manno. Sulla volta si ammirano gli affreschi settecenteschi dell'Immacolata circondata dai quattro Evangelisti. Addossati alle pareti tre monumenti funebri di membri della famiglia Giancardo, titolare del patrocinio.
- Terza campata: Cappella della Vergine. Sull'altare è esposto un dipinto raffigurante il Transito della Vergine del 1774 di Antonio Manno, Coi fratelli Francesco, Vincenzo e Salvatore, Antonio rappresenta una famiglia di celebri pittori.
- Quarta campata: Cantoria. Coretto della navata destra decorato con foglie e festoni in stucco di mano serpottiana.
- Quinta campata: urna sepolcrale.

## Navata sinistra
- Prima campata: Cappella di Santa Rosalia. Sull'altare la tela raffigurante la Sacra Famiglia e Santa Rosalia, opera di Antonio Manno discepolo di Vito D'Anna.
- Seconda campata: Cappella del Crocifisso.[7] Altare con Crocifisso ligneo dl XVIII secolo, adiacente sulla mensa a destra la statua dell'Addolorata dello scultore Girolamo Bagnasco il cui fercolo, il Venerdì Santo, è portato in processione per le vie del quartiere dai «Confrati dei Cassari».
- Terza campata: Cappella della Madonna di Monserrato. Sull'altare il dipinto raffigurante la Madonna di Monserrato con Santa Ninfa, Sant'Antonio Abate, San Nicola di Bari e San Sebastiano opera di Antonio Manno del 1774.
- Quarta campata: Cantoria. Coretto della navata sinistra decorato con foglie e festoni in stucco di mano serpottiana.
- Quinta campata: urna sepolcrale.

Nella navata presso l'ingresso è collocata una tavola in ardesia dipinta raffigurante Cristo e la Vergine ascrivibile al tardo Cinquecento. Si ammira pure una Madonna dai richiami bizantini.

## Chiesa di San Giacomo la Marina
- ?, Chiesa di San Giacomo la Marina. Sulla piazza fino al 1860 sorgeva la trecentesca Chiesa di San Giacomo la Marina demolita in seguito ai danni subiti a causa dei bombardamenti borbonici. Una finestra di essa si conserva nel primo cortile del Museo Archeologico Regionale «Antonio Salinas».

Gioacchino di Marzo documenta il monumento sepolcrale di Niccolò Cito, opera di Bartolomeo Berrettaro del 1521 e le sepolture presso la Cappella della Compagnia della Carità, detta di Sant'Ivone di Nibilio Gagini e Giuseppe Gagini.

## Oratorio di Santa Maria la Nova
- ?, Oratorio di Santa Maria la Nova.[10]

## Confraternita di Maria Ss. Addolorata ai Cassari
- ?, Confraternita di Maria SS. Addolorata ai Cassari 1755
- .[10]
- Confraternita di Maria Santissima Addolorata ai Cassari

Questa seconda Confraternita partecipa attivamente ai Riti della Settimana Santa di Palermo.

## Ospedale di Santa Maria la Nova
Nel 1431 l'ospedale è accorpato all'Ospedale Grande e Nuovo.